# Гірські ліси Восатчу та Юїнти
Гірські ліси Восатчу та Юїнти (ідентифікатор WWF: NA0530) — неарктичний екорегіон хвойних лісів помірної зони, розташований на заході США.

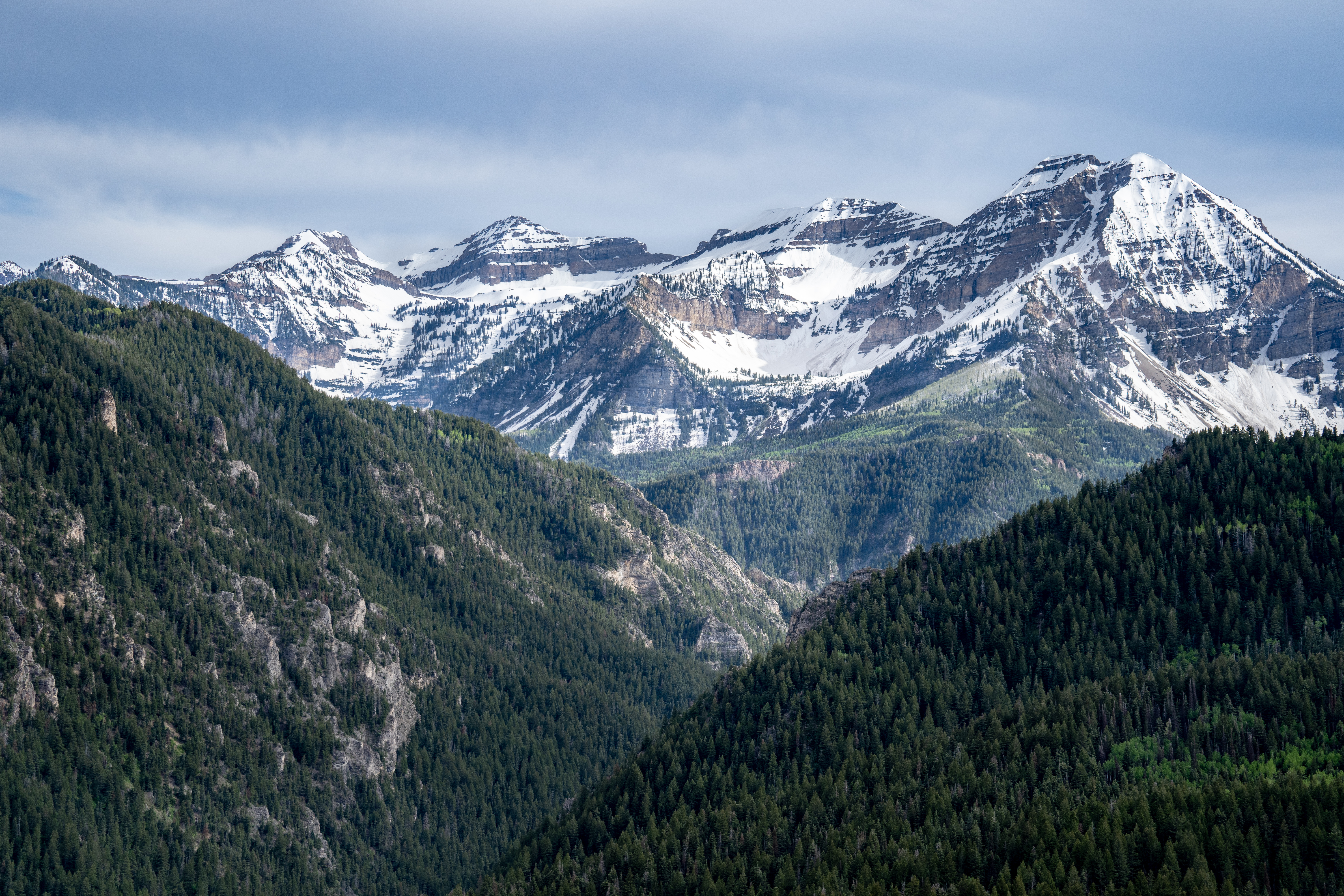
Ландшафт Національного лісу Восатч-Кеш

## Географія
Екорегіон гірських лісів Восатчу та Юїнти охоплює гірські хребти та плато, що складають південно-східну частину Скелястих гір. Він охоплює гори Восатч, що простягаються від крайнього південного заходу Айдахо на південь через центральну частину Юти, та їх південне продовження — гори Сан-Пітч, Веллі, Тушар та Пайн-Веллі, які простягаються до південно-західної Юти, майже до кордону з Аризоною. Також він охоплює гори Юїнта, що простягаються через північно-східну частину Юти, вздовж кордону з Вайомінгом. Це найбільший гірський хребет у континентальних США, що простягається із заходу на схід. Крім того, екорегіон включає ізольований гірський масив Генрі, розташований на схід від гір Восатч.
Незважаючи на те, що геологія Восатчу та Юїнти відрізняється, ці хребти межують один з одним та мають значну кліматичну та екологічну подібність, тому їх об'єднують разом. Вони є вододілом між Великим Басейном на заході, Вайомінгським басейном на північному сході та басейном річки Колорадо на південному сході.
Гори регіону не такі високі, як інші частини Скелястих гір. Найвищою вершиною гір Юїнта та всього екорегіону є Королівський пік заввишки 4123 м, а найвищою вершиною гір Восатч — гора Небо заввишки 3637 м. Рельєф регіону представлений стрімкими горами з вузькими гребнями та долинами, які місцями переходять у розчленовані плато. Високогір'я регіону, особливо в горах Юїнта, в минулому були вкриті льодовиками, які залишили тут трогові долини, карлінги, морени та цирки. З геологічної точки зору основу регіону складають осадові, магматичні та метаморфічні породи різного віку. Ґрунти значно різняться залежно від рельєфу та геології, але здебільшого на рівнинних ділянках, де ґрунти мали час для розвитку та накопичення, переважають більш родючі ґрунти, а на стрімких схилах — слаборозвинені, кам'янисті ґрунти.
У передгір'ях на заході екорегіон переходить у чагарникові степи Великого Басейну, на сході — у чагарники Колорадського плато, а на північному сході — у чагарникові степи Вайомінгського басейну.

## Клімат
На західних схилах гір Восатч переважає середземноморський клімат (Csa або Csb за класифікацією кліматів Кеппена), на східних схилах Восатчу та в горах Юїнта — континентальний клімат (Dsb або Dfb за класифікацією кліматів Кеппена), у високогір'ях — субарктичний клімат (Dfc або Dsc за класифікацією Кеппена), або тундровий клімат (ET за класифікацією Кеппена), а в долинах — напівпустельний клімат (BSk за класифікацією Кеппена). Оскільки екорегіон лежить у дощовій тіні Сьєрра-Невади, опадів тут випадає найменше серед усіх регіонів Скелястих гір. Середньорічна кількість опадів в регіоні коливається від 457 до 1016 мм, значна частина з яких випадає у вигляді снігу взимку. Внаслідок цього в регіоні часто трапляються снігові лавини. Більш посушливе літо приносить високі коливання температури між спекотними днями та прохолодними ночами.

## Флора
В межах екорегіону поширені різноманітні рослинні угруповання, на розподіл яких впливає висотна поясність.
У найнижчих, найбільш посушливих частинах екорегіону поширені чагарникові степи, у яких домінують різні підвиди тризубчастого полину (Artemisia tridentata). Значна частина цих полинових степів деградувала внаслідок розвитку сільського господарства. На більшій висоті поширені сосново-ялівцеві рідколісся, у яких переважають однохвойні сосни (Pinus monophylla), колорадські сосни (Pinus edulis), ютські яловці (Juniperus osteosperma) та скельні яловці (Juniperus scopulorum). 
Ще вище, на нижніх гірських схилах та в передгір'ях у центральній і південній частині екорегіону поширені великі насадження дубів Гембела (Quercus gambelii), найбільші в Скелястих горах. Окрім дубів, тут також зустрічаються великозубчасті клени (Acer grandidentatum). На середніх висотах гір поширені хвойні ліси, які є домінуючим типом рослинності в екорегіоні. У гірських хвойних лісах переважають тисолисті дуґласії (Pseudotsuga menziesii var. glauca), одноколірні ялиці (Abies concolor) та скручені сосни (Pinus contorta), а також, меншою мірою, жовті сосни (Pinus ponderosa).
У лісах, поширених у субальпійських високогір'ях, переважають ялини Енгельмана (Picea engelmannii) та субальпійські ялиці (Abies lasiocarpa). У ранньосукцесійних лісах, що відновлюються після пожеж, поширені великі насадження американської осики (Populus tremuloides). На відкритих ділянках поблизу верхньої межі лісу зустрічаються гнучкі сосни (Pinus flexilis). На найвищих гірських вершинах поширені альпійські луки, порослі трав'янистими рослинами та невисокими чагарниками, які перемежовуються безплідними скельними відслоненнями.
Загалом флора екорегіону вирізняться високим різноманіттям, особливо серед деревних видів. У екорегіоні поширені численні ендеміки, зокрема юїнтські бородоязичники (Penstemon uintahensis), безстеблі бородоязичники (Penstemon acaulis), деякі підвиди альпійського маку (Papaver alpinum), пустельної енотери (Oenothera primiveris) та альпійського полину (Artemisia norvegica), що зустрічаються у високогір'ях Юїнти, а також широколисті бородоязичники (Penstemon platyphyllus), восатчські джеймсії (Jamesia americana var. macrocalyx), восатчські крупки (Draba brachystylis), восатчський ряст (Corydalis caseana ssp. brachycarpa) та ютські первоцвіти (Primula utahensis), що зустрічаються в горах Восатч.

## Фауна
Серед поширених в екорегіоні ссавців слід відзначити єллоустоунського лося (Alces alces shirasi), гірського вапіті (Cervus canadensis nelsoni), чорнохвостого оленя (Odocoileus hemionus), товсторога (Ovis canadensis), американського зайця (Lepus americanus), гірського кролика (Sylvilagus nuttallii), червону вивірку (Tamiasciurus hudsonicus), канадського голкошерста (Erethizon dorsatum), північну літягу (Glaucomys sabrinus), жовточеревого бабака (Marmota flaviventris), малого бурундука (Neotamias minimus), скельного бурундука (Neotamias dorsalis), юїнтського бурундука (Neotamias umbrinus), золотистого ховраха (Callospermophilus lateralis), майже ендемічного юїнтського ховраха (Urocitellus armatus), гірську полівку (Microtus montanus), північного гоферчика (Thomomys talpoides), пишнохвостого лісового хом'яка (Neotoma cinerea) та піньйонову мишу (Peromyscus truei).
Серед великих хижаків, поширених в регіоні, слід відзначити барибала (Ursus americanus), північноамериканську пуму (Puma concolor couguar) та руду рись (Lynx rufus), а серед дрібніших хижих ссавців — койота (Canis latrans), звичайну лисицю (Vulpes vulpes), довгохвосту ласицю (Neogale frenata), американського горностая (Mustela richardsonii), американського борсука (Taxidea taxus), смугастого скунса (Mephitis mephitis), західного плямистого скунса (Spilogale gracilis) та звичайного ракуна (Procyon lotor). На берегах річок зустрічаються канадські бобри (Castor canadensis), річкові візони (Neogale vison) та болотяні ондатри (Ondatra zibethicus), у високогір'ях — снігові кози (Oreamnos americanus) та американські пискухи (Ochotona princeps), а у напівпустельних передгір'ях — вилороги (Antilocapra americana), рівнинні бізони (Bison bison bison) та скельні ховрахи (Otospermophilus variegatus). Ендеміками екорегіону є ютські лучні собачки (Cynomys parvidens). Гризлі (Ursus arctos horribilis) та вовки (Canis lupus) були винищені в регіоні.
Серед поширених в екорегіоні птахів слід відзначити жовтобрового тетерука (Dendragapus obscurus), великого індика (Meleagris gallopavo), неоарктичного канюка (Buteo jamaicensis), віргінського пугача (Bubo virginianus), канадську сплюшку (Psiloscops flammeolus), західну сплюшку (Megascops kennicottii), каліфорнійського сичика-горобця (Glaucidium californicum), соснового дятла-смоктуна (Sphyrapicus thyroideus), ялинового дятла (Picoides dorsalis), канадську кукшу (Perisoreus canadensis), канадську сороку (Pica hudsonia), блакитну сойку (Gymnorhinus cyanocephalus), чорноголову сизойку (Cyanocitta stelleri), американську горіхівку (Nucifraga columbiana), сірого пронурка (Cinclus mexicanus), світлоброву золотомушку (Regulus satrapa), ялівцеву синицю (Baeolophus ridgwayi), гірську гаїчку (Poecile gambeli), північного солітаріо (Myadestes townsendi), середнього блакитника (Sialia currucoides), плямистоволого дрозда-короткодзьоба (Catharus guttatus), жовтоволого червоїда (Leiothlypis virginiae), соснового чижа (Spinus pinus), ялинового шишкаря (Loxia curvirostra), тайгового смеречника (Pinicola enucleator), рожевоволу чечевицю (Haemorhous cassinii) та майже ендемічного темного катуньчика (Leucosticte atrata). 

## Збереження
Основними загрозами для збереження природи регіону є лісозаготівля, видобуток корисних копалин, надмірний випас худоби та рекреаційна діяльність, зокрема моторизований відпочинок та гірськолижний спорт.
Оцінка 2017 року показала, що 5011 км², або 11 % екорегіону, є заповідними територіями. Природоохоронні території включають: Національний ліс Юїнта, Національний ліс Восатч-Кеш, Національний ліс Ешлі, Національний ліс Фішлейк, Національний ліс Діксі, Національний ліс Манті-Ла-Саль та Природну зону високогір'їв Юїнти.